# Kościół Podwyższenia Krzyża Świętego w Nowej Wsi Kłodzkiej
Kościół Podwyższenia Krzyża Świętego w Nowej Wsi Kłodzkiej – zabytkowy kościół we wsi Nowa Wieś Kłodzka.
Kościół filialny parafii w Srebrnej Górze wybudowany w 1790.